# Francesco Andreini
Francesco Andreini (ur. 1548 w Pistoia, zm. 1624) – włoski pisarz i aktor commedia dell’arte.
W młodości służył na galerach toskańskich. Podczas wyprawy morskiej wzięty do niewoli tureckiej, z której po ośmiu latach uciekł. W teatrze stworzył postać kapitana Capitan Spavento della Val d'Inferno, jedną z głównych postaci commedii dell’arte. Należał do grupy aktorów zaproszonych do Paryża przez króla Henryka IV. Aktorstwem i pisarstwem sztuk trudnili się również jego żona Isabella Andreini, którą poślubił w 1578, i ich syn Giambattista Andreini.